# ムハンマド・ヤクーブ
ムッラー・ムハンマド・ヤクーブ・アフンド（パシュトー語: ملا محمد يعقوب اخوند ムッラー・ムハンマド・ヤクーブ、Mullah　Mohammad Yaqoob、 1990年 - ）は、アフガニスタンの軍人・政治家。ターリバーンの副指導者にして、アフガニスタンの国防相。
日本では「ヤクーブ師」と報じられる事が多い。

## 来歴
1990年、ムハンマド・オマルの息子として誕生する。
2015年より前のヤクーブのターリバーンにおける地位は不明である。
2015年、ヤクーブの父親でターリバーン最高指導者でもあったオマル師の病死が公表され、ターリバーン指導部が2年もの間隠蔽していたことが発覚。隠居していたオマル師に代わってターリバーンを取り仕切っていたマンスール師が最高指導者に就任したが、後継者決定に関する議論に参加できなかった司令官の不満や、指導部に対する不信、オマル暗殺説の存在で内紛が発生した。ヤクーブはいち早く父オマル師が暗殺されたとする見方を否定した。この内紛中、ヤクーブは後にラスール派としてターリバーン分派となる上級司令官Abdul Manan Niaziとダドゥラから後継者として支持されていた。
2016年、ヤクーブはアフガニスタンの34州のうち15州における軍事委員会の長に任命された。同年マンスール師が米軍によって殺害され、副指導者アクンザダ師が後継に選ばれたためヤクーブが副指導者に任命された。
2020年、2014年からターリバーン全体における軍事委員会の長だったイブラヒム・サドルに代わってヤクーブが軍事司令官に任命された。
2021年、ターリバーンの暫定政権で国防相に任命された。
2022年6月2日、アフガニスタンとインドの防衛協力に関して、良好な外交関係を前提条件として挙げた上で、インド軍事アカデミーに将校を派遣する事は何ら問題にならないとして、前向きな発言をした。

## 人物
西側の評論家の一部からは比較的穏健であると評価されている。アフガニスタン紛争中、ターリバーンの軍事指導者として、各州の軍司令官への指揮や、「影の州知事」に対する任命権を持つなど大きな影響力を持っていた。